# Hoa hậu Hoàn vũ 2008

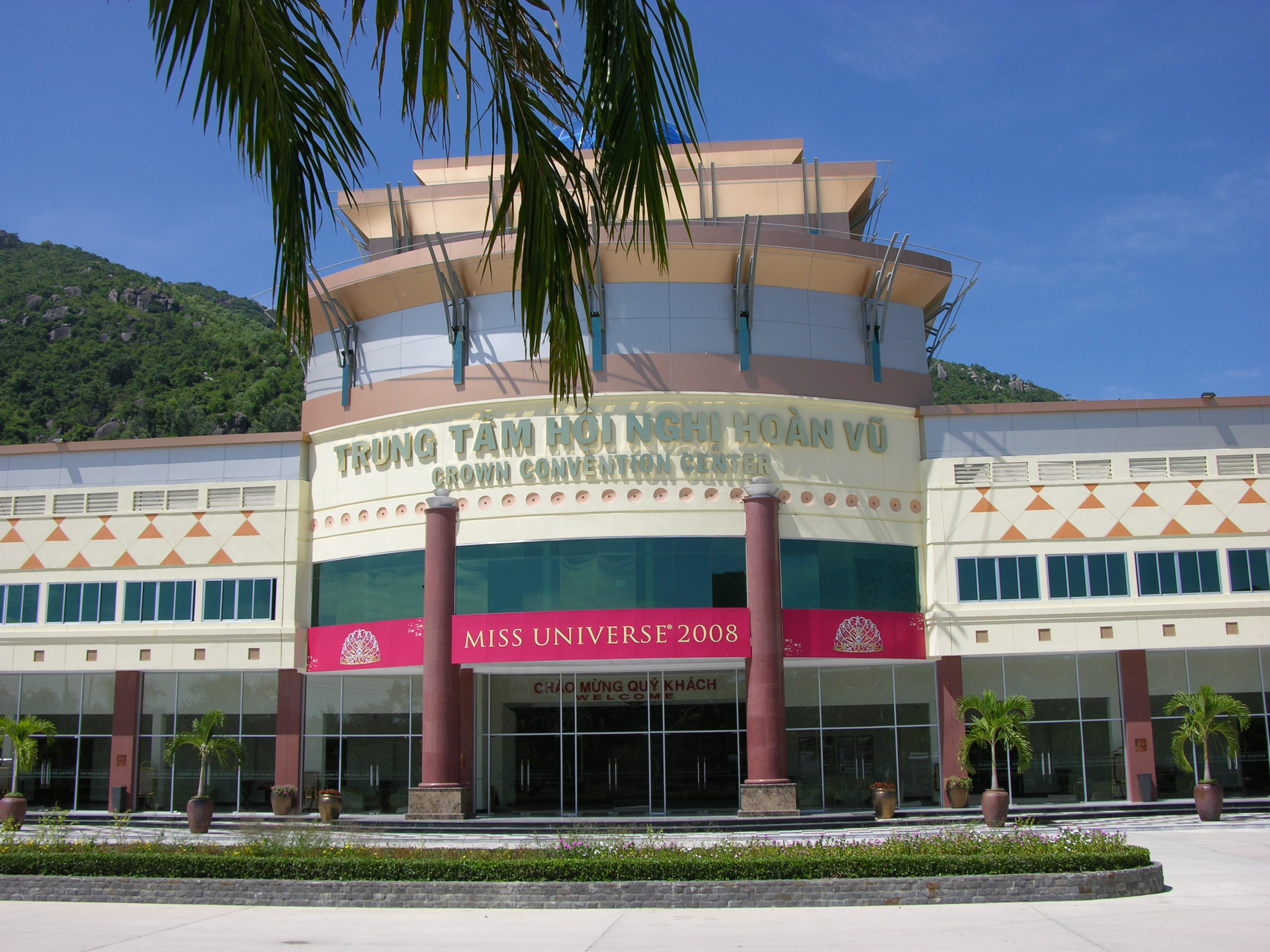
Trung tâm Hội nghị Hoàn vũ, địa điểm chính thức diễn ra cuộc thi Hoa hậu Hoàn vũ 2008.

Hoa hậu Hoàn vũ 2008 là cuộc thi Hoa hậu Hoàn vũ lần thứ 57 được tổ chức tại Nha Trang, Việt Nam. Hoa hậu Hoàn vũ 2007 Riyo Mori đến từ Nhật Bản đã trao lại vương miện cho Dayana Mendoza đến từ Venezuela vào cuối buổi chung kết cuộc thi. Cuộc thi có tổng cộng 80 thí sinh đến từ 80 quốc gia và lãnh thổ tham dự. Đêm chung kết của cuộc thi diễn ra tại Trung tâm Hội nghị Hoàn Vũ, Nha Trang, Việt Nam và được truyền hình trực tiếp đến 180 quốc gia và vùng lãnh thổ trên thế giới qua kênh NBC. Cuộc thi đã được theo dõi trực tiếp bởi 7.500 khán giả và gần hai tỷ người xem truyền hình trên toàn thế giới.
Đây là chương trình truyền hình lớn đầu tiên của Mỹ ở Việt Nam kể từ khi chiến tranh Việt Nam kết thúc. Đây cũng là lần đầu tiên cuộc thi Hoa hậu Hoàn vũ được phát sóng ở độ phân giải cao 1080i.
Các hoạt động của cuộc thi bắt đầu diễn ra từ tối ngày 20 tháng 6 và kéo dài đến hết ngày 14 tháng 7 đi qua 5 thành phố lớn của Việt Nam: Thành phố Hồ Chí Minh, Nha Trang, Hội An, Hạ Long, Hà Nội. Đêm sơ khảo được tổ chức vào tối ngày 8 tháng 7, và buổi chung kết được tổ chức vào sáng ngày 14 tháng 7 năm 2008 tại Nha Trang.
Jerry Springer, người dẫn chương trình "America's Got Talent" của NBC và Melanie Brown, thành viên của nhóm nhạc pop Anh Spice Girls đã dẫn chương trình chung kết của cuộc thi năm này. Ca sĩ-nhạc sĩ sáng tác ca khúc người Mỹ Lady Gaga biểu diễn trong cuộc thi.

## Kết quả

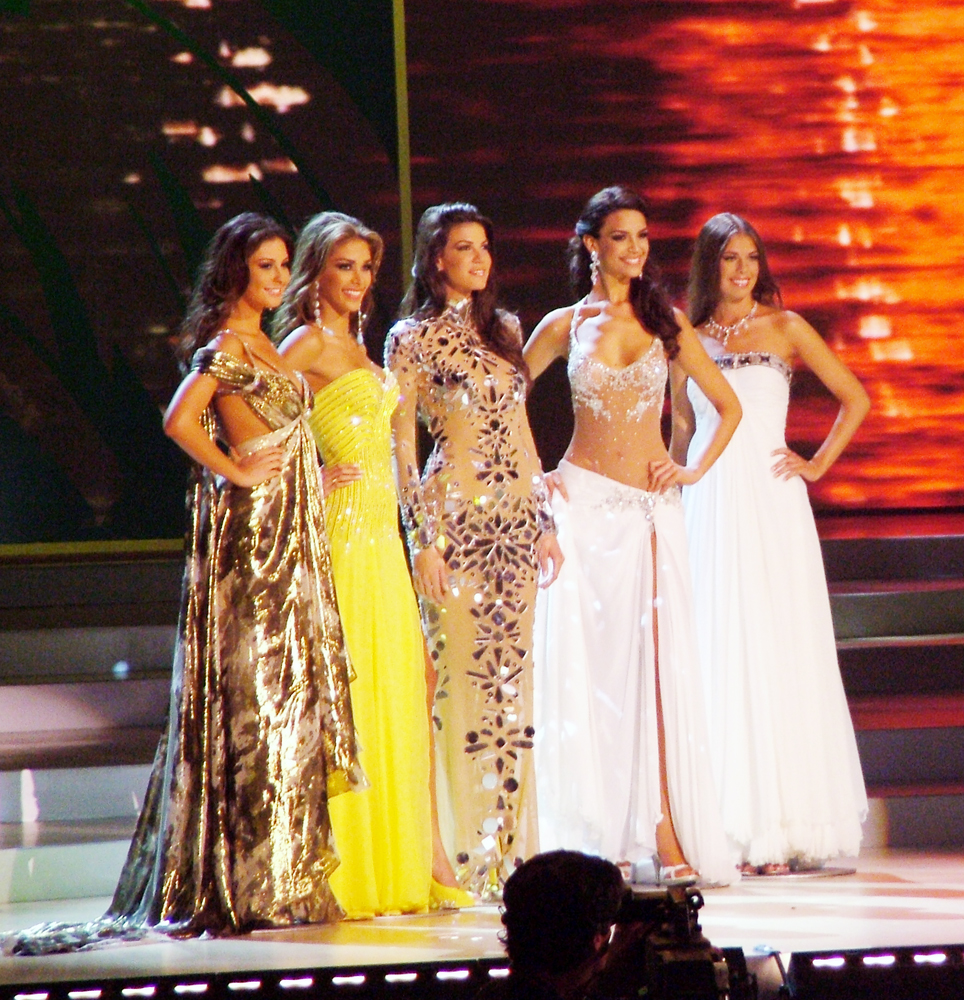
Top 5 Hoa hậu Hoàn vũ

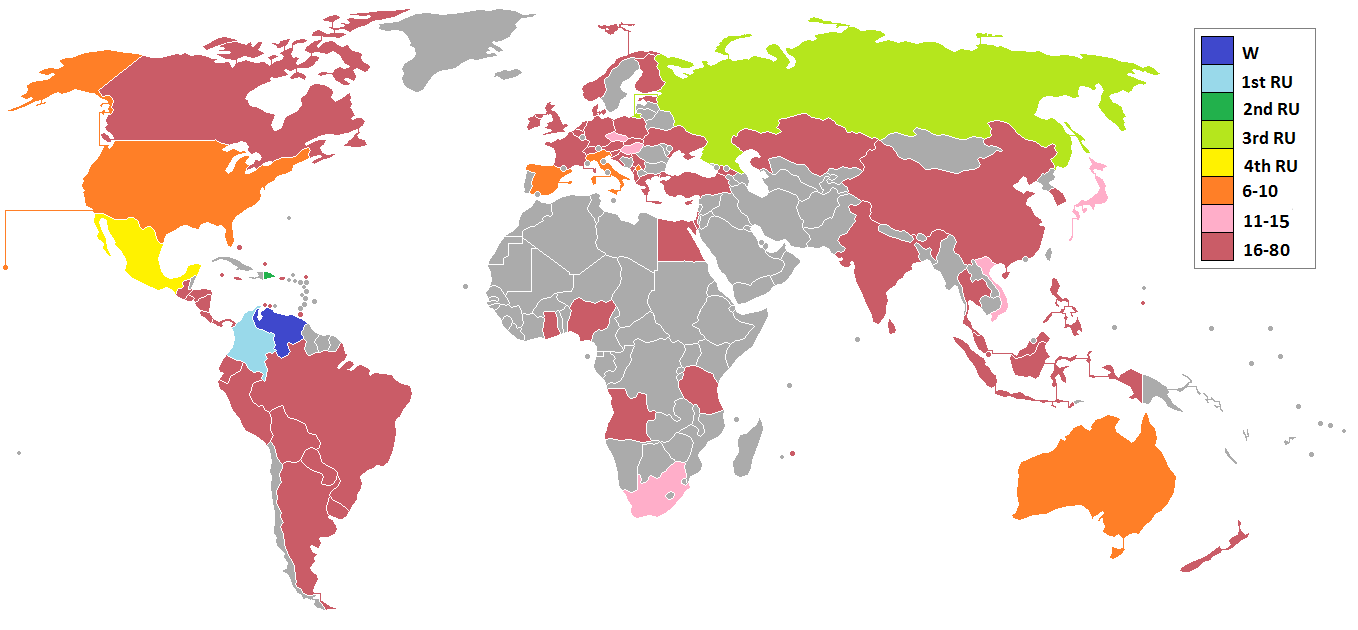
Các quốc gia và lãnh thổ tham gia Hoa hậu Hoàn vũ 2008 và kết quả.

### Thứ hạng
| Kết quả              | Thí sinh |
| -------------------- | --- |
| Hoa hậu Hoàn vũ 2008 | - Venezuela – Dayana Mendoza |
| Á hậu 1              | - Colombia – Taliana Vargas |
| Á hậu 2              | - Cộng hòa Dominica – Marianne Cruz |
| Á hậu 3              | - Nga – Vera Krasova |
| Á hậu 4              | - Mexico – Elisa Nájera |
| Top 10               | - Úc – Laura Dundovic - Ý – Claudia Ferraris - Kosovo – Zana Krasniqi - Tây Ban Nha – Claudia Moro - Hoa Kỳ – Crystle Stewart              |
| Top 15               | - Cộng hòa Séc – Eliska Buckova - Hungary – Jázmin Dammak - Nhật Bản – Hiroko Mima - Nam Phi – Tansey Coetzee - Việt Nam – Nguyễn Thùy Lâm |

### Bảng điểm chính thức
| Quốc gia/Lãnh thổ | Áo tắm     | Dạ hội     |
| ----------------- | ---------- | ---------- |
| Venezuela         | 9.327 (2)  | 9.697 (2)  |
| Colombia          | 9.433 (1)  | 9.829 (1)  |
| Cộng hòa Dominica | 8.983 (6)  | 9.036 (4)  |
| Nga               | 8.414 (7)  | 8.471 (5)  |
| Mexico            | 9.071 (5)  | 9.429 (3)  |
| Kosovo            | 8.120 (8)  | 8.264 (6)  |
| Tây Ban Nha       | 9.150 (4)  | 8.200 (7)  |
| Hoa Kỳ            | 9.207 (3)  | 8.050 (8)  |
| Ý                 | 7.671 (10) | 7.729 (9)  |
| Úc                | 7.814 (9)  | 7.557 (10) |
| Cộng hòa Séc      | 7.386 (11) |            |
| Hungary           | 7.229 (12) |            |
| Nam Phi           | 7.133 (13) |            |
| Nhật Bản          | 7.100 (14) |            |
| Việt Nam          | 7.050 (15) |            |

     Hoa hậu
     Á hậu 1
     Á hậu 2
     Á hậu 3
     Á hậu 4
     Top 10
     Top 15
(#)  Xếp hạng trong mỗi vòng thi

### Giải thưởng đặc biệt

#### Trang phục dân tộc đẹp nhất

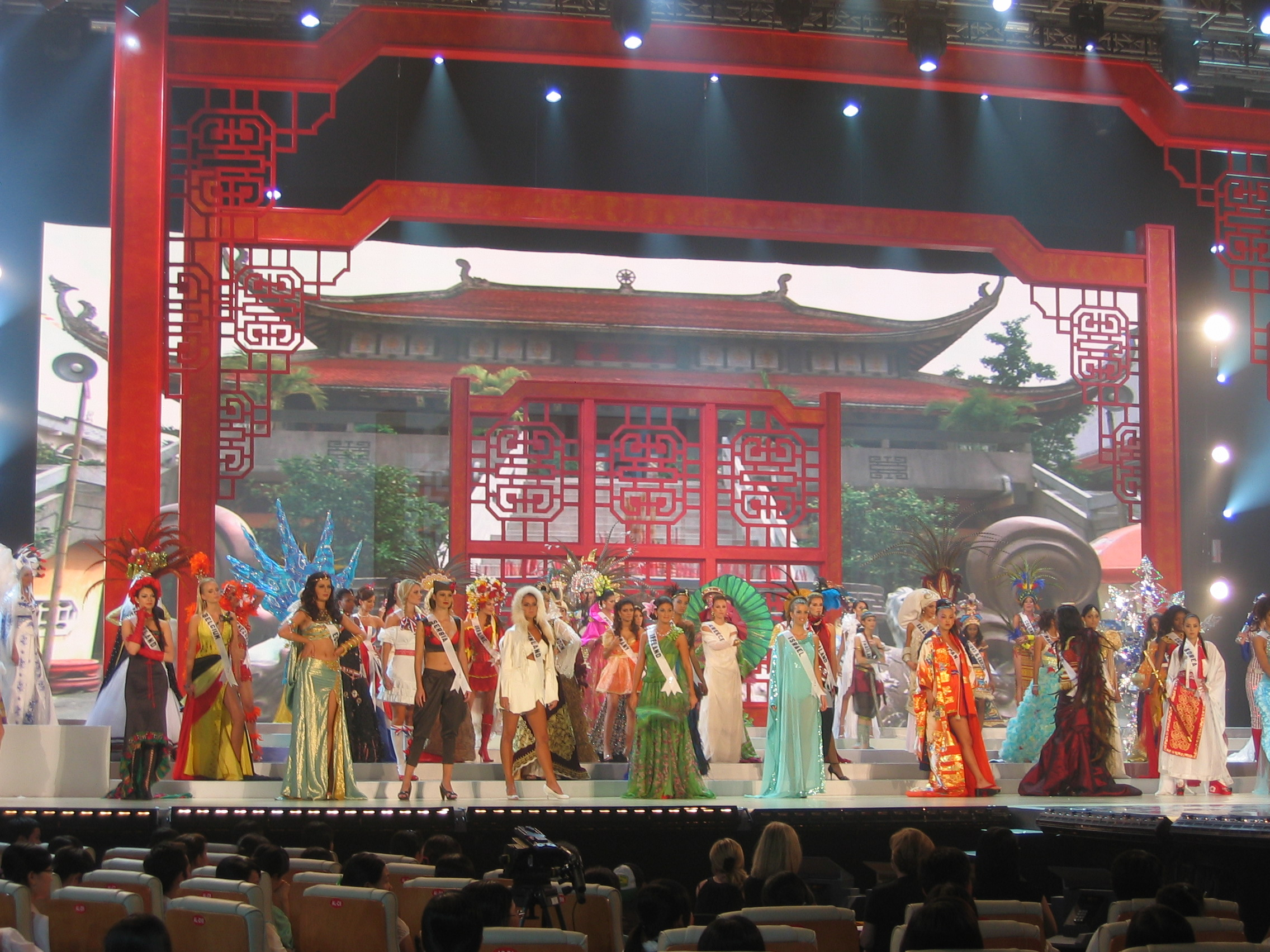
Thí sinh cuộc thi Hoa hậu Hoàn vũ 2008 với trang phục dân tộc

| Kết quả   | Thí sinh |
| --------- | --- |
| Giải Nhất | - Thái Lan – Gavintra Photijak |
| Top 10    | - Albania – Matilda Mecini - Colombia – Taliana Vargas - Cộng hòa Dominica – Marianne Cruz - Ấn Độ – Simran Kaur - Kosovo – Zana Krasniqi - Mexico – Elisa Najera - Peru – Karol Castillo - Venezuela – Dayana Mendoza - Việt Nam – Nguyễn Thùy Lâm |

#### Giải thưởng khác
| Giải thưởng        | Thí sinh                      |
| ------------------ | ----------------------------- |
| Hoa hậu Thân thiện | - El Salvador – Rebeca Moreno |

### Thứ tự công bố
| 1. Venezuela 2. Kosovo 3. Mexico 4. Việt Nam 5. Nam Phi 6. Úc 7. Nhật Bản 8. Cộng hòa Dominica 9. Ý 10. Colombia 11. Nga 12. Hungary 13. Cộng hòa Séc 14. Hoa Kỳ 15. Tây Ban Nha | 1. Kosovo 2. Úc 3. Tây Ban Nha 4. Mexico 5. Colombia 6. Hoa Kỳ 7. Cộng hòa Dominica 8. Nga 9. Ý 10. Venezuela | 1. Venezuela 2. Colombia 3. Cộng hòa Dominica 4. Mexico 5. Nga |

## Các giải thưởng khác

### Danh hiệu "Duyên dáng Áo dài"
| Kết quả   | Thí sinh |
| --------- | --- |
| Giải nhất | - Venezuela – Dayana Mendoza                                                                                     |
| Top 5     | - Ấn Độ – Simran Kaur - Kazakhstan – Alfina Nasyrova - Thái Lan – Gavintra Photijak - Việt Nam – Nguyễn Thùy Lâm |

### Giải mặc áo tắm đẹp nhất - Nữ hoàng Vinpearl
| Kết quả   | Thí sinh |
| --------- | --- |
| Giải Nhất | - Colombia – Taliana Vargas |
| Top 5     | - Venezuela – Dayana Mendoza - Mexico – Elisa Najera - Tây Ban Nha – Claudia Moro - Hoa Kỳ – Crystle Stewart                   |
| Top 10    | - Cộng hòa Dominica – Marianne Cruz - Nga – Vera Krasova - Kosovo – Zana Krasniqi - Úc – Laura Dundovic - Ý – Claudia Ferraris |

### Trang phục dạ hội đẹp nhất
| Kết quả     | Thí sinh |
| ----------- | --- |
| Chiến thắng | - Colombia – Taliana Vargas                                                                                                   |
| Top 5       | - Venezuela – Dayana Mendoza - Mexico – Elisa Najera - Cộng hòa Dominica – Marianne Cruz - Nga – Vera Krasova                 |
| Top 10      | - Kosovo – Zana Krasniqi - Úc – Laura Dundovic - Ý – Claudia Ferraris - Tây Ban Nha – Claudia Moro - Hoa Kỳ – Crystle Stewart |

## Giám khảo
Có tất cả chín giám khảo trong buổi chung kết:
- Donald Trump Jr. – Phó chủ tịch điều hành của Tổ chức Trump, con trai cả của cựu chủ tịch Hoa hậu Hoàn vũ Donald Trump
- Nadine Velazquez – Nữ diễn viên phim "My Name Is Earl" của NBC
- Roberto Cavalli – Nhà thiết kế thời trang người Ý lai Việt
- Jennifer Hawkins – Hoa hậu Hoàn vũ 2004 đến từ Úc
- Joseph Cinque – Hiệu trưởng Học viện Khoa học Khách sạn Hoa Kỳ
- Ishaa Koppikar – Nữ diễn viên Bollywood
- Louis Licari – Chuyên gia làm tóc nổi tiếng
- Taryn Rose – Nhà thiết kế giày
- Nguyễn Công Khế – Tổng Biên tập Báo Thanh Niên

## Nhạc nền
- Giới thiệu và trình diễn Trang phục Truyền thống: "Love Today" của Mika
- Phần thi Áo tắm: "Just Dance" của Lady Gaga (hát trực tiếp)[4]
- Phần thi Trang phục Dạ hội: "Magic" của Robin Thicke

## Thí sinh
Cuộc thi có tổng cộng 80 thí sinh tham gia:
| Quốc gia/Lãnh thổ        | Thí sinh                   | Tuổi | Chiều cao           | Quê quán               |
| ------------------------ | -------------------------- | ---- | ------------------- | ---------------------- |
| Albania                  | Matilda Mecini             | 19   | 1,78 m (5 ft 10 in) | Tirana                 |
| Angola                   | Lesliana Pereira           | 20   | 1,73 m (5 ft 8 in)  | M'banza-Kongo          |
| Antigua & Barbuda        | Athina James               | 18   | 1,80 m (5 ft 11 in) | St. John's             |
| Argentina                | Silvana Belli              | 19   | 1,78 m (5 ft 10 in) | Villa Krause           |
| Aruba                    | Tracey Nicolaas            | 20   | 1,70 m (5 ft 7 in)  | Oranjestad             |
| Úc                       | Laura Dundovic             | 21   | 1,80 m (5 ft 11 in) | Sydney                 |
| Bahamas                  | Sacha Scott                | 19   | 1,65 m (5 ft 5 in)  | Nassau                 |
| Bỉ                       | Alizée Poulicek            | 21   | 1,73 m (5 ft 8 in)  | Huy                    |
| Bolivia                  | Katherine David Céspedes   | 19   | 1,73 m (5 ft 8 in)  | San Ignacio de Velasco |
| Brasil                   | Natalia Anderle            | 22   | 1,78 m (5 ft 10 in) | Encantado              |
| Canada                   | Samantha Tajik             | 25   | 1,78 m (5 ft 10 in) | Toronto                |
| Quần đảo Cayman          | Rebecca Parchment          | 25   | 1,78 m (5 ft 10 in) | West Bay               |
| Trung Quốc               | Ngụy Tử Nhã                | 25   | 1,75 m (5 ft 9 in)  | Trùng Khánh            |
| Colombia                 | Taliana Vargas             | 20   | 1,78 m (5 ft 10 in) | Santa Marta            |
| Costa Rica               | María Teresa Rodríguez     | 21   | 1,68 m (5 ft 6 in)  | Alajuela               |
| Croatia                  | Snježana Lončarević        | 24   | 1,75 m (5 ft 9 in)  | Zagreb                 |
| Curaçao                  | Jenyfeer Mercelina         | 19   | 1,68 m (5 ft 6 in)  | Willemstad             |
| Síp                      | Dimitra Sergiou            | 23   | 1,83 m (6 ft 0 in)  | Limassol               |
| Séc                      | Eliska Buckova             | 18   | 1,78 m (5 ft 10 in) | Strážnice              |
| Đan Mạch                 | Marie-Sten Knudsen         | 18   | 1,83 m (6 ft 0 in)  | Copenhagen             |
| Cộng hòa Dominica        | Marianne Cruz              | 23   | 1,80 m (5 ft 11 in) | Salcedo                |
| Ecuador                  | Doménica Saporitti         | 19   | 1,73 m (5 ft 8 in)  | Guayaquil              |
| Ai Cập                   | Yara Naoum                 | 20   | 1,78 m (5 ft 10 in) | Cairo                  |
| El Salvador              | Rebeca Moreno              | 22   | 1,60 m (5 ft 3 in)  | San Salvador           |
| Estonia                  | Julia Kovaljova            | 22   | 1,80 m (5 ft 11 in) | Tallinn                |
| Phần Lan                 | Satu Tuomisto              | 21   | 1,75 m (5 ft 9 in)  | Akaa                   |
| Pháp                     | Laura Tanguy               | 20   | 1,75 m (5 ft 9 in)  | Angers                 |
| Georgia                  | Gvantsa Daraselia          | 18   | 1,70 m (5 ft 7 in)  | Tbilisi                |
| Đức                      | Madina Taher               | 21   | 1,78 m (5 ft 10 in) | Elmshorn               |
| Ghana                    | Yvette Nsiah               | 21   | 1,70 m (5 ft 7 in)  | Accra                  |
| Hy Lạp                   | Dionissia Koukiou          | 22   | 1,80 m (5 ft 11 in) | Athens                 |
| Guam                     | Siera Robertson            | 18   | 1,78 m (5 ft 10 in) | Yona                   |
| Guatemala                | Jennifer Chiong            | 25   | 1,70 m (5 ft 7 in)  | Quetzaltenango         |
| Honduras                 | Diana Barrasa              | 22   | 1,78 m (5 ft 10 in) | Tegucigalpa            |
| Hungary                  | Jázmin Dammak              | 24   | 1,73 m (5 ft 8 in)  | Budapest               |
| Ấn Độ                    | Simran Kaur Mundi          | 22   | 1,78 m (5 ft 10 in) | Mumbai                 |
| Indonesia                | Putri Raemawasti           | 21   | 1,70 m (5 ft 7 in)  | Blitar                 |
| Ireland                  | Lynn Kelly                 | 20   | 1,73 m (5 ft 8 in)  | Dublin                 |
| Israel                   | Shunit Faragi              | 21   | 1,73 m (5 ft 8 in)  | Kiryat Tiv'on          |
| Ý                        | Claudia Ferraris           | 19   | 1,73 m (5 ft 8 in)  | Bergamo                |
| Jamaica                  | April Jackson              | 19   | 1,83 m (6 ft 0 in)  | Ocho Ríos              |
| Nhật Bản                 | Mima Hiroko                | 21   | 1,73 m (5 ft 8 in)  | Tokushima              |
| Kazakhstan               | Alfina Nassyrova           | 20   | 1,75 m (5 ft 9 in)  | Almaty                 |
| Hàn Quốc                 | Sun Lee                    | 25   | 1,70 m (5 ft 7 in)  | Seoul                  |
| Kosovo                   | Zana Krasniqi              | 19   | 1,70 m (5 ft 7 in)  | Priština               |
| Malaysia                 | Levy Li Sun Lim            | 20   | 1,70 m (5 ft 7 in)  | Terengganu             |
| Mauritius                | Marie-Anne Olivia Carey    | 19   | 1,70 m (5 ft 7 in)  | Vacoas                 |
| Mexico                   | Elisa Najera               | 21   | 1,83 m (6 ft 0 in)  | Celaya                 |
| Montenegro               | Daša Živković              | 19   | 1,78 m (5 ft 10 in) | Nikšić                 |
| Hà Lan                   | Charlotte Labee            | 22   | 1,80 m (5 ft 11 in) | Den Haag               |
| New Zealand              | Samantha Powell            | 21   | 1,78 m (5 ft 10 in) | Paraparaumu            |
| Nicaragua                | Thelma Rodríguez           | 19   | 1,78 m (5 ft 10 in) | Chinandega             |
| Nigeria                  | Stephanie Oforka           | 20   | 1,80 m (5 ft 11 in) | Port Harcourt          |
| Na Uy                    | Mariann Birkedal           | 21   | 1,73 m (5 ft 8 in)  | Stavanger              |
| Panamá                   | Carolina Dementiev         | 19   | 1,75 m (5 ft 9 in)  | Thành phố Panama       |
| Paraguay                 | Giannina Rufinelli         | 22   | 1,70 m (5 ft 7 in)  | Luque                  |
| Perú                     | Karol Castillo             | 18   | 1,83 m (6 ft 0 in)  | Trujillo               |
| Philippines              | Jennifer Barrientos        | 22   | 1,73 m (5 ft 8 in)  | San Mateo              |
| Ba Lan                   | Barbara Tatara             | 24   | 1,75 m (5 ft 9 in)  | Łódź                   |
| Puerto Rico              | Ingrid Marie Rivera Santos | 24   | 1,75 m (5 ft 9 in)  | Dorado                 |
| Nga                      | Vera Krasova               | 20   | 1,78 m (5 ft 10 in) | Moskva                 |
| Serbia                   | Bojana Borić               | 21   | 1,78 m (5 ft 10 in) | Sremska Mitrovica      |
| Singapore                | Vương Yến Nghi             | 26   | 1,73 m (5 ft 8 in)  | Singapore              |
| Slovakia                 | Sandra Manáková            | 20   | 1,80 m (5 ft 11 in) | Bratislava             |
| Slovenia                 | Anamarija Avbelj           | 20   | 1,75 m (5 ft 9 in)  | Lukovica               |
| Nam Phi                  | Tansey Coetzee             | 23   | 1,75 m (5 ft 9 in)  | Johannesburg           |
| Tây Ban Nha              | Claudia Moro               | 22   | 1,80 m (5 ft 11 in) | Madrid                 |
| Sri Lanka                | Aruni Rajapaksha           | 24   | 1,70 m (5 ft 7 in)  | Kandy                  |
| Thụy Sĩ                  | Amanda Ammann              | 21   | 1,68 m (5 ft 6 in)  | Abtwil                 |
| Tanzania                 | Amanda Ole Sulul           | 21   | 1,73 m (5 ft 8 in)  | Arusha                 |
| Thái Lan                 | Gavintra Photijak          | 21   | 1,78 m (5 ft 10 in) | Chonburi               |
| Trinidad và Tobago       | Anya Ayoung-Chee           | 26   | 1,73 m (5 ft 8 in)  | Maraval                |
| Thổ Nhĩ Kỳ               | Sinem Sülün                | 19   | 1,73 m (5 ft 8 in)  | Istanbul               |
| Quần đảo Turks và Caicos | Angelica Lightbourne       | 19   | 1,63 m (5 ft 4 in)  | Providenciales         |
| Ukraine                  | Eleonora Masalab           | 19   | 1,78 m (5 ft 10 in) | Kharkiv                |
| Anh Quốc                 | Lisa Lazarus               | 20   | 1,78 m (5 ft 10 in) | Swansea                |
| Uruguay                  | Paula Díaz                 | 19   | 1,78 m (5 ft 10 in) | Ciudad de la Costa     |
| Hoa Kỳ                   | Crystle Stewart            | 26   | 1,75 m (5 ft 9 in)  | Thành phố Missouri     |
| Venezuela                | Dayana Mendoza             | 22   | 1,78 m (5 ft 10 in) | Caracas                |
| Việt Nam                 | Nguyễn Thùy Lâm            | 21   | 1,70 m (5 ft 7 in)  | Thái Bình              |

## Vương miện mới
Cuộc thi Hoa hậu Hoàn vũ 2008, đã có một chiếc vương miện mới do PNJ (Công ty vàng bạc đá quý Phú Nhuận) chế tạo       . Chiếc vương miện này trị giá 120 ngàn USD, nó được làm từ vàng và bạch kim 18K, trên đó đính hơn 1.000 viên đá quý; 555 viên kim cương trắng (30 carat), 375 viên kim cương màu (14 carat), 10 viên pha lê (20 carat) và 19 viên đá quý morganite (60 carat). Theo các nhà thiết kế, thiết kế cong của vương miện tạo ra sự hài hòa tự nhiên và cân bằng - biểu tượng của tinh thần đoàn kết quốc tế. Màu vàng tượng trưng cho nền kinh tế đang phát triển của Việt Nam. Ba màu chủ đạo trắng, hồng nhạt và hổ phách tượng trưng cho tinh thần, cảm giác và cảm hứng. Hình ảnh trái tim tượng trưng cho hơi thở, nhịp điệu và tầm nhìn hòa quyện với nhau, là những yếu tố nội lực mạnh mẽ tạo nên niềm tin, hy vọng và thuần nhất. Hình ảnh chim lạc là biểu tượng cho tâm hồn và văn hóa Việt Nam. Tuy nhiên, chiếc vương miện của Việt Nam sẽ chỉ dùng trong cuộc thi năm nay và vào năm sau sẽ tiếp tục sử dụng vương miện Mikimoto.

## Thông tin về các cuộc thi quốc gia

### Tham gia lần đầu
- Kosovo

### Trở lại
| - Lần cuối tham gia vào năm 2000: - Guam - Lần cuối tham gia vào năm 2005: - Hà Lan - Việt Nam | - Lần cuối tham gia vào năm 2006: - Quần đảo Cayman - Ghana - Ireland - Sri Lanka - Trinidad và Tobago - Thổ Nhĩ Kỳ - Anh Quốc |

### Bỏ cuộc
- Barbados
- Belize
- Bulgaria[81]
- Guyana
- Liban
- St. Lucia
- Quần đảo Virgin (Mỹ)
- Zambia

### Không tham gia
- Chile – Một tổ chức hợp nhất các giải thưởng cuộc thi sắc đẹp quan trọng (Hoa hậu Hoàn vũ, Hoa hậu Trái Đất, Hoa hậu Thế giới, Hoa hậu Quốc tế) sẽ chịu trách nhiệm tổ chức một cuộc thi Hoa hậu Chile mới diễn ra vào cuối năm[82].
- Quần đảo Bắc Mariana – Chủ tịch Laila Y. Boyer đã thông báo rằng cuộc thi của họ đã thay đổi kế hoạch và sẽ lựa chọn người đẹp tham gia Hoa hậu Hoàn vũ 2009[83].
- Thụy Điển – Hoa hậu Thụy Điển, Lina Hahne, viết trong blog của cô rằng cô hy vọng được đến Việt Nam nhưng nhà tổ chức đã quyết định không gửi cô đi[84].

### Thay thế
- Pháp – Hoa hậu vùng Pays de la Loire, Laura Tanguy, sẽ đại diện cho nước Pháp. Cô là Á hậu 2 trong cuộc thi Hoa hậu Pháp, nhưng người chiến thắng, Valérie Bègue, bị mất quyền tham dự các cuộc thi sắc đẹp quốc tế do những bức ảnh thiếu đứng đắn của cô ngay sau khi đoạt giải[85]. Á hậu 1 đến từ New Caledonia quyết định không tham dự để tiếp tục việc học tập[86][87].
- Nga – Vera Krasova, Á hậu 2 tại Hoa hậu Nga 2007, đã thay thế Ksenia Sukhinova do Ksenia Sukhinova bận việc học tập. Sau đó Ksenia Sukhinova tham gia Hoa hậu Thế giới 2008 và xuất sắc giành chiến thắng.

### Chỉ định
- Ai Cập – Yara Naoum được chỉ định làm đại diện cho Ai Cập. Cô là Á hậu 2 tại cuộc thi Hoa hậu Ai Cập 2007.
- Tây Ban Nha – Claudia Moro được chỉ định làm người đại diện cho quốc gia này thay cho người đạt danh hiệu Hoa hậu. Patricia Yurena Rodriguez, người giành được vương miện Hoa hậu Tây Ban Nha, không được tham dự do cô không đạt được giới hạn tuổi tối thiểu khi cô được Tổ chức Hoa hậu Hoàn vũ ngỏ lời mời[88]. Sau đó, cô tham gia Hoa hậu Hoàn vũ Tây Ban Nha và đăng quang, đại diện cho quốc gia này tại Hoa hậu Hoàn vũ 2013 và đoạt danh hiệu Á hậu 1.

## Thông tin về các thí sinh
- Bahamas – Sacha Scott là con gái của Hoa hậu Bahamas 1982, Christina Thompson-Scott, người đã dự thi Hoa hậu Hoàn vũ 1983.
- Canada – Samantha Tajik, Hoa hậu Hoàn vũ Canada 2008 hiện là người đang giữ danh hiệu Người mẫu Quốc tế của năm 2007 và là Á hậu 2 trong Hoa hậu Nữ hoàng Sắc đẹp Toàn cầu 2007.
- Cộng hòa Dominica – Marianne Cruz, Hoa hậu Cộng hòa Dominican 2008 là người đang giữ vương miện Hoa hậu Lục địa châu Mỹ 2007[89].
- Kosovo – Vào tháng 2 năm 2008, chủ tịch tổ chức Hoa hậu Hoàn vũ Paula Shugart thông báo rằng Hoa hậu Kosovo sẽ dự thi Hoa hậu Hoàn vũ 2008 tại Việt Nam[90]. Montenegro và Serbia đã tuyên bố rằng họ sẽ tẩy chay cuộc thi nếu Kosovo tham dự. Vì Việt Nam và Kosovo không có quan hệ ngoại giao, chính phủ Việt Nam có thể sẽ không cho phép tham dự vì Việt Nam phản đối sự độc lập của Kosovo[91].
- Montenegro – Daša Živković của từng đoạt Á hoàng 3 tại cuộc thi Nữ hoàng Du lịch Quốc tế 2008[92].
- Puerto Rico – Ingrid Marie Rivera là Á hậu 2 tại cuộc thi Hoa hậu Thế giới 2005. Trước đây cô cũng là Hoa hậu Nữ hoàng Toàn cầu 2003[93].
- Singapore – Vương Yến Nghi trước đây đã từng tham dự cuộc thi Hoa hậu châu Á-Thái Bình Dương 1999, Hoa hậu Quốc tế 2002, và Hoa hậu Thế giới 2005[56].
- Venezuela – Dayana Mendoza, Hoa hậu Venezuela 2007 là người đã đi đến vòng chung kết tại Elite Model Look Quốc tế 2001, tại Nice, Pháp[94].

## Hoa hậu Mỹ gặp sự cố
Hoa hậu Mỹ Crystle Stewart trong phần thi trang phục dạ hội đã sẩy chân trượt ngã khi đi xuống bậc thang. Đây là lần thứ 2 hoa hậu Mỹ bị ngã trong cuộc thi Hoa hậu hoàn vũ. Trong cuộc thi Hoa hậu Hoàn vũ 2007 tổ chức tại Mexico, Hoa hậu Mỹ Rachel Smith cũng gặp tình huống tương tự và cũng ở phần thi trang phục dạ hội. Sau khi Stewart ngã, cô đã đứng dậy và vỗ tay để khán giả cổ vũ cho cô lấy lại tự tin. Stewart đứng vị trí thứ 8 trong Top 10.

## Truyền thông Việt Nam nói về sự kiện
- Mục tiêu chính mà Việt Nam muốn hướng đến qua việc đăng cai tổ chức Hoa hậu Hoàn vũ 2008 là quảng bá cho ngành du lịch nước này[96]. Trong suốt thời gian diễn ra cuộc thi, hoa hậu các nước được đi tham quan, giao lưu và mua sắm ở các danh thắng của Việt Nam. Áo dài Việt Nam được lồng ghép thành một giải thưởng chuyên biệt. Các nhà thiết kế sân khấu trình diễn được yêu cầu làm nổi bật những hình ảnh đặc trưng của văn hóa Việt Nam. Trong lễ đăng quang, các video clip giới thiệu về Việt Nam do NBC thực hiện được lồng ghép và phát liên tục trên truyền hình.
- Mặc dù Việt Nam chính thức phản đối sự kiện Kosovo độc lập nhưng họ vẫn cho phép Hoa hậu - với tư cách là đại diện cho quốc gia - Kosovo tham dự cuộc thi năm nay. Phần lớn báo chí trong nước tôn trọng tên gọi "Hoa hậu Kosovo" [97][98], tuy nhiên, trong lễ đăng quang, những người thuyết minh tiếng Việt của VTV3 dùng cụm từ "Hoa hậu Kosovo, Serbia" thay vì "Hoa hậu Kosovo"[99].